# 22 август
22 август е 234-тият ден в годината според григорианския календар (235-и през високосна). Остават 131 дни до края на годината.

## Събития
- 565 г. – За първи път се съобщава за чудовище в Лох Нес, Шотландия.
- 1642 г. – Английския крал Чарлз I изпраща армията си срещу пуританските сили на Парламента на Англия, с което започва Английската революция.
- 1770 г. – Експедицията на Джеймс Кук достига източния бряг на Австралия.
- 1849 г. – За първи път в историята са хвърлени бомби от въздуха – австрийските войски бомбардират от безпилотни балони жителите на Венеция по време на Венецианското въстание за независимост.

- 1849 г. – Във Видин пристига като емигрант унгарския революционер Лайош Кошут.
- 1851 г. – Около остров Уайт (САЩ) се провежда първата американска регата за яхти – Купата на Америка.
- 1864 г. – Дванадесет нации подписват първата Женевска конвенция – учредени са Червеният кръст и Червеният полумесец.
- 1867 г. – В периода 22 – 26 август Васил Левски пребивава заедно с войводата Панайот Хитов и Иван Кършовски (писар на четата на Хитов) в Белград в „Хайдут Велковото кафене“ (където вероятно е имало и хан).
- 1879 г. – От 22 до 31 август се състои събор на митрополитите и духовенството в София по уредба на църквата в Княжество България.
- 1886 г. – Срещу Преврата в България от 21 август започва контрапреват, оглавяван от Стефан Стамболов и подполковник Сава Муткуров.
- 1902 г. – Хенри Лейланд създава компанията Cadillac за производство на луксозни автомобили, собственост от 1909 г. на General Motors.
- 1910 г. – Япония анексира Корея и я управлява до края на Втората световна война.
- 1916 г. – Първата световна война: Първа армия разгромява Дунавската сръбска дивизия.
- 1919 г. – Първата световна война: Командването на Антантата разрешава на румънската армия да се установи по южнодобруджанската граница. През декември войските на Антантата се изтеглят от Добруджа.
- 1922 г. – Тодор Александров нарежда да се създаде Помощна организация на ВМРО в Пиринския край начело с Алеко Василев (Алеко паша).
- 1926 г. – В Йоханесбург, ЮАР, е открито злато.
- 1941 г. – Втора световна война: Нацистките войски достигат до Ленинград и по-късно започват Блокадата на Ленинград.
- 1941 г. – Втора световна война: Бойна група на БКП взривява във Варна влакова композиция на Вермахта, предназначена за Източния фронт.
- 1942 г. – Втора световна война: Бразилия обявява война на силите на Оста (Германия, Италия и Япония).
- 1944 г. – На две заседания на германската Главна квартира, състояли се на 22 и 24 август, Хитлер се изказва за организиране на „вътрешен преврат“ в България.
- 1955 г. – Народна република България подписва спогодба за разширено икономическо сътрудничество с ГДР.
- 1962 г. – Извършен е неуспешен опит за убийство на президента на Франция Шарл дьо Гол.
- 1966 г. – Създадена е Азиатската банка за развитие.
- 1968 г. – Папа Павел VI пристига в Колумбия на първото посещение на глава на Римокатолическата църква в Латинска Америка.
- 1969 г. – Открита е ТЕЦ Варна.
- 1985 г. – Полет 28M на „Бритиш Еъртурс“ претърпява пожар в двигателя по време на излитане на летище Манчестър. Пилотите прекратяват излитането, но поради неефективни процедури за евакуация 55 души са убити, предимно от вдишване на дим.
- 2006 г. – На 45 км от Донецк (Украйна) катастрофира руски пътнически самолет Ту-154, загиват всичките 170 души на борда.

## Родени
- 1647 г. – Дени Папен, френски физик и изобретател († 1712 г.)
- 1760 г. – Лъв XII, римски папа († 1829 г.)
- 1818 г. – Рудолф фон Йеринг, германски юрист († 1892 г.)
- 1821 г. – Александър Баранов, руски офицер († 1888 г.)
- 1854 г. – Милан I, крал на Сърбия († 1901 г.)
- 1860 г. – Елеонора фон Ройс-Кьостриц, царица на българите († 1917 г.)
- 1860 г. – Паул Нипков, германски инженер († 1940 г.)
- 1862 г. – Клод Дебюси, френски композитор († 1918 г.)
- 1871 г. – Иван Луков, български висш офицер и дипломат († 1926 г.)
- 1874 г. – Макс Шелер, немски философ и социолог († 1928 г.)
- 1879 г. – Павел Груев, български юрист († 1945 г.)
- 1890 г. – Флойд Олпорт, професор († 1978 г.)
- 1892 г. – Страшимир Димитров, български геолог († 1960 г.)
- 1897 г. – Елизабет Бергнер, немска артистка († 1986 г.)
- 1902 г. – Лени Рифенщал, немска кинорежисьорка († 2003 г.)
- 1903 г. – Александър Обретенов, български изкуствовед († 1990 г.)
- 1904 г. – Дън Сяопин, ръководител на Китайска народна република († 1997 г.)
- 1906 г. – Анастас Тотев, български икономист († 2000 г.)
- 1909 г. – Стоян Ц. Даскалов, български писател († 1985 г.)
- 1917 г. – Джон Лий Хукър, американски блус музикант († 2001 г.)
- 1920 г. – Волфдитрих Шнуре, немски писател († 1989 г.)
- 1920 г. – Рей Бредбъри, американски писател фантаст († 2012 г.)
- 1922 г. – Борислав Шаралиев, български режисьор († 2002 г.)
- 1922 г. – Милош Копецки, чешки актьор († 1996 г.)
- 1922 г. – Мишлин Прел, френска актриса († 2024 г.)
- 1926 г. – Зденка Дойчева, българска аниматорка и режисьорка († 2020 г.)
- 1926 г. – Иван Златев, български физик († 2006 г.)
- 1926 г. – Леда Тасева, българска актриса († 1989 г.)
- 1928 г. – Карлхайнц Щокхаузен, германски композитор († 2007 г.)
- 1933 г. – Ирмтрауд Моргнер, немска писателка († 1990 г.)
- 1936 г. – Петър Младенов, президент на Република България († 2000 г.)
- 1945 г. – Панайот Денев, български журналист
- 1946 г. – Васил Тоциновски, писател от Република Македония
- 1950 г. – Георги Гугалов, български футболист
- 1954 г. – Владимир Кюрчев, български художник от Украйна
- 1957 г. – Стийв Дейвис, професионален английски играч на снукър
- 1958 г. – Драгомир Драганов, български политик и икономист
- 1958 г. – Колм Фиори, американско-канадски актьор
- 1963 г. – Тори Еймъс, американска певица и пианистка
- 1964 г. – Матс Виландер, шведски тенисист
- 1967 г. – Адеуале Акинуйе-Агбайе, английски актьор
- 1967 г. – Лейн Стейли, американски музикант († 2002 г.)
- 1968 г. – Александър Мостовой, руски футболист
- 1975 г. – Родриго Санторо, бразилски актьор
- 1985 г. – Костадин Дяков, български футболист
- 1991 г. – Федерико Македа, италиански футболист
- 1995 г. – Дуа Липа, британска певица

## Починали
- 408 г. – Стилихон, римски военачалник (* 359 г.)
- 634 г. – Абу Бакр, ислямски халиф (* ок. 572)
- 1241 г. – Григорий IX, римски папа (* 1732 г.)
- 1350 г. – Филип VI, крал на Франция (* 1328 г.)
- 1358 г. – Изабела Френска, кралица на Англия (* 1295 г.)
- 1485 г. – Ричард III, крал на Англия (* 1452 г.)
- 1553 г. – Джон Дъдли, английски държавник (* 1504 г.)
- 1584 г. – Ян Кохановски, полски поет (* 1530 г.)
- 1711 г. – Луи-Франсоа дьо Буфлер, френски офицер (* 1644 г.)
- 1752 г. – Уилям Уистън, английски учен (* 1667 г.)
- 1806 г. – Жан-Оноре Фрагонар, френски художник (* 1732 г.)
- 1823 г. – Лазар Карно, френски политик (* 1753 г.)
- 1828 г. – Франц Йозеф Гал, немски лекар (* 1758 г.)
- 1850 г. – Николаус Ленау, австрийски поет (* 1802 г.)
- 1877 г. – Александър Кусов, руски офицер (* 1827 г.)
- 1878 г. – Мария-Кристина Бурбонска, кралица на Испания (* 1806 г.)
- 1891 г. – Ян Неруда, чешки писател (* 1834 г.)
- 1903 г. – Йордан Пиперката, български революционер (* 1870 г.)
- 1903 г. – Роберт Гаскойн-Сесил, британски политик (* 1830 г.)
- 1913 г. – Шенка Попова, българска актриса (* 1866 г.)
- 1922 г. – Майкъл Колинс, ирландски революционер (* 1890 г.)
- 1942 г. – Михаил Фокин, руски балетист и хореограф (* 1880 г.)
- 1958 г. – Роже Мартен дю Гар, френски писател, Нобелов лауреат през 1937 г. (* 1881 г.)
- 1980 г. – Джейм Макдонъл, американски авиационен пионер (* 1899 г.)
- 1989 г. – Александър Сергеевич Яковлев, съветски авиоконструктор (* 1906 г.)
- 2001 г. – Стефан Кънчев, български художник – график (* 1915 г.)
- 2005 г. – Люк Ферари, френски композитор (* 1929 г.)
- 2008 г. – Васил Александров (алпинист), български алпинист (* 1980 г.)
- 2012 г. – Стоян Коцев, български футболист и треньор (* 1945 г.)
- 2015 г. – Харди, български илюзионист (* 1940 г.)
- 2023 г. – Тото Кутуньо, италиански певец и композитор (* 1943 г.)[1]

## Празници
- Русия – Ден на националното знаме на Руската федерация